# Machaerota latior
Machaerota latior är en insektsart som beskrevs av Maa 1963. Machaerota latior ingår i släktet Machaerota och familjen Machaerotidae. Inga underarter finns listade i Catalogue of Life.